# Santi Vila
Santiago 'Santi' Vila Vicente, född 1973 i Granollers, är en spansk historiker och politiker, medlem i Partit Demòcrata Europeu Català (PDeCAT). Han var deputerad i Kataloniens parlament mellan 2006 och 2013 och borgmästare för Figueres mellan 2007 och 2012, har tjänstgjort som rådgivare för Kataloniens regering i katalanska kulturdepartementet (2016-2017) och katalanska näringslivsdepartementet (2017). Vila avgick den 26 oktober 2017. Han tog avstånd från Kataloniens unilaterala självständighetsförklaring och sade sig ha misslyckats i sina försök till medling.